# 53e Match des étoiles de la Ligue nationale de hockey
Match précédent Match suivant
Le 53e Match des étoiles de la Ligue nationale de hockey a eu lieu le 2 février 2003 dans la patinoire des Panthers de la Floride : Office Depot Center de la ville de Sunrise, dans l'État de la Floride. L'Association de l'Ouest a défait celle de l'Est sur le score de 6 buts à 5.

## Matchs des jeunes joueurs
La veille du Match des étoiles à proprement parler, le match des recrues de la LNH a eu lieu. Les jeunes joueurs de l'association de l'Est ont battu ceux de l'Ouest sur le score de 8 à 3 et Brian Sutherby, joueur des Capitals de Washington, a été élu meilleur joueur du tournoi. Stephen Weiss, joueur des Panthers, a enflammé la patinoire en inscrivant un but et en réalisant une passe décisive.

### Effectifs
| - G Ryan Miller, Sabres de Buffalo - D Jay Bouwmeester, Panthers de la Floride - D Dennis Seidenberg, Flyers de Philadelphie - D Henrik Tallinder, Sabres de Buffalo - D Anton Voltchenkov, Sénateurs d'Ottawa - AD Pavel Brendl, Flyers de Philadelphie - AG Erik Cole, Hurricanes de la Caroline - AG Niklas Hagman, Panthers de la Floride - AG Marcel Hossa, Canadiens de Montréal - AG Taylor Pyatt, Sabres de Buffalo - C Brian Sutherby, Capitals de Washington - C Aleksandr Svitov, Lightning de Tampa Bay - AD Mattias Weinhandl, Islanders de New York - C Stephen Weiss, Panthers de la Floride | - G David Aebischer, Avalanche du Colorado - D Barret Jackman, Blues de Saint-Louis - D Rostislav Klesla, Blue Jackets de Columbus - D Jordan Leopold, Flames de Calgary - D Nick Schultz, Wild du Minnesota - D Ossi Väänänen, Coyotes de Phoenix - C Tyler Arnason, Blackhawks de Chicago - AG Stanislav Tchistov, Mighty Ducks d'Anaheim - AG Aleksandr Frolov, Kings de Los Angeles - AD Adam Hall, Predators de Nashville - C Shawn Horcoff, Oilers d'Edmonton - C Niko Kapanen, Stars de Dallas - AG Rick Nash, Blue Jackets de Columbus - AD Branko Radivojevič, Coyotes de Phoenix |

## Concours d'habiletés
Le même jour que le match des recrues, le concours d'habiletés a eu lieu entre les joueurs des deux associations. L'association de l'Ouest a gagné sur le score de 15 à 9 avec la performance du défenseur des Blues Al MacInnis qui devient pour la septième fois consécutive le plus gros frappeur de palet du concours. Patrick Roy s'est également distingué en ne laissant passer qu'un seul tir lors des épreuves face aux gardiens de but.

## Le Match des étoiles

### Effectifs
| - Entraîneurs - Jacques Martin, Sénateurs d'Ottawa (entraîneur-chef) - Ken Hitchcock, Flyers de Philadelphie (entraîneur-adjoint) - Alignement du départ - G Nikolaï Khabibouline, Lightning de Tampa Bay - D Brian Leetch, Rangers de New York - D Sandis Ozoliņš, Panthers de la Floride - A Mario Lemieux, Penguins de Pittsburgh - A Jaromír Jágr, Capitals de Washington - A Alekseï Kovaliov, Penguins de Pittsburgh - Autres joueurs - G Ed Belfour, Maple Leafs de Toronto - G Martin Brodeur, Devils du New Jersey - G Patrick Lalime, Sénateurs d'Ottawa - D Zdeno Chára, Sénateurs d'Ottawa - D Sergueï Gontchar, Capitals de Washington - D Roman Hamrlík, Islanders de New York - D Scott Stevens, Devils du New Jersey (capitaine) - D Tom Poti, Rangers de New York - A Dany Heatley, Thrashers d'Atlanta - A Marián Hossa, Sénateurs d'Ottawa - A Saku Koivu, Canadiens de Montréal - A Glen Murray, Bruins de Boston - A Jeff O'Neill, Hurricanes de la Caroline - A Jeremy Roenick, Flyers de Philadelphie - A Martin Saint-Louis, Lightning de Tampa Bay - A Mats Sundin, Maple Leafs de Toronto - A Joe Thornton, Bruins de Boston - A Olli Jokinen, Panthers de la Floride - A Vincent Lecavalier, Lightning de Tampa Bay - A Miroslav Šatan, Sabres de Buffalo | - Entraîneurs - Marc Crawford, Canucks de Vancouver (entraîneur-chef) - Dave Lewis, Red Wings de Détroit (entraîneur-adjoint) - Alignement du départ - G Patrick Roy, Avalanche du Colorado - D Rob Blake, Avalanche du Colorado - D Nicklas Lidström, Red Wings de Détroit - A Mike Modano, Stars de Dallas (capitaine) - A Bill Guerin, Stars de Dallas - A Teemu Selänne, Sharks de San José - Autres joueurs - G Jocelyn Thibault, Blackhawks de Chicago - G Marty Turco, Stars de Dallas - D Eric Brewer, Oilers d'Edmonton - D Ed Jovanovski, Canucks de Vancouver - D Al MacInnis, Blues de Saint-Louis - D Mathieu Schneider, Kings de Los Angeles - A Todd Bertuzzi, Canucks de Vancouver - A Sergueï Fiodorov, Red Wings de Détroit - A Peter Forsberg, Avalanche du Colorado - A Marián Gáborík, Wild du Minnesota - A Jarome Iginla, Flames de Calgary - A Paul Kariya, Mighty Ducks d'Anaheim - A Markus Näslund, Canucks de Vancouver - A Doug Weight, Blues de Saint-Louis - A Ray Whitney, Blue Jackets de Columbus |

### Déroulement
L'association de l'Est a dû s'adapter aux blessures des joueurs blessés. Ainsi, cinq des joueurs retenus initialement pour jouer le match n'ont pas pu participer et ont dû déclarer forfait : Ed Belfour, Brian Leetch, Mario Lemieux, Saku Koivu et Mats Sundin.
Malgré ces absences de marque pour l'Est, Dany Heatley des Thrashers d'Atlanta a pris les choses en main dès la cinquième minute inscrivant le premier but du match. Peter Forsberg et Mike Modano ont répondu à Heatley pour porter la marque à 2 buts à 1 mais sur un rebond de Jaromír Jágr, Heatley marque son second but de la soirée. Marián Gáborík marque un but similaire à Nikolaï Khabibouline sur un rebond de tir de Mathieu Schneider. À l'issue du premier tiers, l'Ouest gagne par 3 buts à 2 et Patrick Roy et Khabibulin laissent respectivement leur place à Jocelyn Thibault et Martin Brodeur.
Heatley revient au jeu avec les mêmes intentions qu'il avait commencé le match est inscrit son troisième but de la soirée. Ed Jovanovski ancien joueur des Panthers répond à Heatley pour porter le score à 4 buts à 3. Olli Jokinen réalise la passe pour le quatrième but de Heatley de la soirée. Avec 4 buts, Heatley rejoint Wayne Gretzky, Mario Lemieux, Vincent Damphousse et Mike Gartner pour le plus grand total de but au cours de la même partie des Étoiles et il lui reste encore assez de temps pour faire tomber le record. Cependant Brodeur et Thibault décident de ne plus rien laisser passer et la seconde période se finit sur la marque de 4 buts partout.
Pour la troisième période, Marty Turco rejoint les buts de l'Ouest et Patrick Lalime ceux de l'Est. Dès la première minute de cette dernière pérdiode, Al MacInnis montre la puissance de son tir et inscrit le cinquième but de l'association de l'Ouest. Jokinen parvient à remettre les deux équipes a égalité et par la suite, les gardiens de but font le spectacle ne laissant plus aucun tir finir sa course au fond des filets. Pour la première fois depuis le match de 1988, la 39e édition du match, le sort du match va se décider avec une prolongation.
Cela est sans compter sur les performances de Lalime et de Turco qui emmènent pour la première fois de l'histoire le match jusqu'aux tirs de fusillade. Même si depuis le début du match, Lalime, gardien numéro un des Sénateurs d'Ottawa a livré une très belle partie, il ne peut rien faire pour empêcher Markus Näslund, Bill Guerin et Paul Kariya de marquer leur tir alors que seul Heatley inscrit le tir de fusillade pour l'Est.
Finalement avec cinq points, Heatley ne parvient pas à battre le record de 4 buts mais repart tout de même, et malgré la défaite de son association, avec le titre de MVP du match.

### Feuille de match
|  | Est | 5-6 (TB) (2-3, 1-1, 1-1, 0-1) | Ouest |  |

| Feuille de match | Feuille de match | Feuille de match                        | Feuille de match | Feuille de match |
| ---------------- | --- | --------------------------------------- | --- | ---------------- |
|                  | Dany Heatley (Roman Hamrlík) — 5 min 39 s Dany Heatley (Jaromír Jágr, Olli Jokinen) — 10 min 26 s Dany Heatley (Olli Jokinen) — 22 min 47 s Dany Heatley (Olli Jokinen, Jaromír Jágr) — 33 min 58 s Olli Jokinen (Jaromír Jágr, Dany Heatley) — 49 min 38 s | 1-0 1-1 1-2 2-2 2-3 3-3 3-4 4-4 4-5 5-5 | Peter Forsberg (Markus Näslund, Nicklas Lidström) — 7 min 14 s Mike Modano (Ray Whitney, Mathieu Schneider) — 8 min 58 s Marián Gáborík (Mathieu Schneider, Sergueï Fiodorov) — 15 min 55 s Ed Jovanovski (Jarome Iginla, Marián Gáborík) — 32 min 12 s Al MacInnis (Sergueï Fiodorov, Marián Gáborík) — 41 min 26 s |                  |
|                  | |                                         | |                  |
|                  | |                                         | |                  |
|                  | |                                         | |                  |

| Est              | Ouest            |
| ---------------- | ---------------- |
| Alekseï Kovaliov | Sergueï Fiodorov |
| Dany Heatley     | Markus Näslund   |
| Miroslav Šatan   | Bill Guerin      |
| Olli Jokinen     | Paul Kariya      |